# Niko Zupanič
Niko Zupanič, slovenski zgodovinar, etnolog, antropolog, prazgodovinski arheolog, paleoetnolog in politik, * 1. december 1876, Griblje, † 11. september 1961, Ljubljana.
Oče mu je bila kmet in trgovec Nikolaj (Miko) Zupanič. Mati mu je bila kmetica Katarina (rojena Pezdirc). Ljudsko šolo je obiskoval med letoma 1884 in 1887 v Podzemlju, meščansko šolo in gimnazijo med 1887 in 1897 v Novem mestu. Po maturi v Novem mestu je odslužil enoletni prostovoljni vojaški rok in se vpisal na dunajsko univerzo, kjer je sprva poslušal pravo, pozneje pa se je vpisal na filozofsko fakulteto, kjer je študiral zgodovino, prazgodovinsko arheologijo, geografijo, etnologijo in antropologijo. Zupanič je na dunajski univerzi doktoriral leta 1903. Po doktoratu je za dve leti odšel izpopolnjevat svoje znanje na antropološke inštitute v München, Zürich in Basel. 
Finančno neodvisnost je Zupaniču v času študija na Dunaju in v času podoktorskega izpopolnjevanja zagotavljal oče. Ko pa je oče zaradi vinske krize zgubil precejšen del premoženja, je Zupanič v skladu z njegovim nasvetom leta 1906 za nekaj mesecev sprejel službo študijskega prefekta v Terezijanski gimnaziji na Dunaju. V letu 1907 mu je članek z naslovom  »Stara Srbija in Macedonija ter jugoslovanstvo«  nakopal sovraštvo lingvista in poznejšega albanskega diplomata dr. G. Pekmezija (1872–1938). Že dogovorjeni dvoboj s pištolami je bil po Pekmezijevem opravičilu odpovedan. Spor s Pekmezijem je imel za Zupaniča daljnosežne posledice, saj je Pekmezi prijateljeval z literarnim zgodovinarjem dr. Ivanom Prijateljem in jezikoslovcem dr. Rajkom Nahtigalom, s katerima je Pekmezi na Dunaju celo nekaj časa skupaj stanoval. Predvsem zaradi nasprotovanja dr. Prijatelja so bile namreč poznejše Zupaničeve prošnje za profesorsko mesto na ljubljanski univerzi večkrat zavrnjene. 
Od leta  1908 je imel Zupanič redno službo v  Beogradu v Kraljevini Srbiji, najprej  kot kustos Zgodovinsko-umetnostnega muzeja, leta 1914  pa je bil imenovan za kustosa v  Etnografskem  muzeju. Na začetku prve balkanske vojne leta 1912 se je Zupanič vrnil na Dunaj, kamor ga je poslal srbski premier Nikola Pašić. V tem času se je zapletel v dvoboj z mečem z nekim avstrijskim oficirjem, zaradi česar je moral Avstrijo na hitro zapustiti. Zupanič je dosegel, da so decembra leta  1914 Srbi v Niško deklaracijo vnesli tudi odcepitev slovenskega naroda od avstro-ogrske monarhije. Iz Niša ga je Pašić leta 1914 poslal v Rim. Med polletnim bivanjem v Rimu je aprila leta 1914 sodeloval pri pripravah na ustanovitev jugoslovanskega odbora, ki je bil ustanovljen 30. aprila 1915 v Parizu. Nato je odpotoval na predstavništvo jugoslovanskega odbora v London, kjer je s prekinitvami ostal do začetka leta 1919. Leta 1915 se je zavzel, da je 12. maja  jugoslovanski odbor sprejel manifest, ki je kritiziral takrat sprejeti Londonski pakt, v katerem je antanta Italiji med drugim obljubila Gorico, Trst in Istro. V manifestu sta  omenjeni tudi (takrat)  pretežno  slovenska  pokrajina  Koroška ter spodnja  Štajerska.  V času svojega  bivanja v Londonu je Zupanič pri založbi  »Štamparija  Hrvatskog  Svijeta« v  New Yorku  izdal knjižico z naslovom  O Slovencima, z uvodom prijatelja, kiparja Ivana Meštrovića.  V letu 1916 je bil pol leta v  Združenih državah  Amerike, da bi tamkajšnje slovenske  izseljence navdušil za združitev avstro-ogrskih  Slovanov v enotni in demokratični slovanski državi.  V zvezi s tem poslanstvom in zaradi povezave s češko akcijo v   Ameriki se je pred odhodom  v  Hampsteadu srečal z bodočim češkim predsednikom  T. Masarykom, v avdienco pa ga  je sprejel tudi srbski regent in prestolonaslednik  Aleksander, ki mu je predal pozdrave za  ameriške  Slovence.    
Iz časa Zupaničevega bivanja v  Ameriki je najbolj znan njegov govor  Slovencem v Clevelandu 28. aprila 1916.  Zupanič je podprl predsedniško kampanjo Woodrowa Wilsona, saj so bila njegova stališča o samoodločbi narodov v skladu s cilji  jugoslovanskega odbora.  Navezal pa je tudi prijateljske stike z izumiteljem srbskega rodu  Mihajlom  Pupinom, profesorjem na univerzi Columbia v New Yorku, ki je imel glede reševanja narodnega  vprašanja avstro-ogrskih  Slovencev, Hrvatov in  Srbov zelo podobna stališča kot  Zupanič.  Oboje mu je prišlo zelo prav pozneje, leta 1919, ko je v času mirovne konference v Parizu  Mihajlo  Pupin na Zupaničevo prošnjo posredoval pri ameriškem predsedniku Wilsonu, ki se je zavzel, da  Bled z okolico ne bi pripadel  kraljevini  Italiji. Po prvi svetovni vojni je  Zupanič na  mirovni konferenci v  Parizu predsedoval  etnografsko-geografski podsekciji za določitev severne in severo-vzhodne meje  Kraljevine SHS.  Kot že rečeno,  je  Slovencem takrat skupaj z Mihajlom  Pupinom rešil  Bled z okolico, česar se danes vse premalo  zavedamo. 
S svojimi zvezami v Beogradu se je  Zupaniču sredi leta 1921 posrečilo doseči  ustanovitev Etnografskega inštituta v Ljubljani, postal je njegov prvi upravnik.  Konec leta 1922 je Zupanič sprejel mesto ministra v Pašićevi vladi. Ker pa je leta 1923  izgubil na volitvah, je odstopil, bil pa je imenovan za ministra na razpolago, kar je ostal do srede leta 1925. 
Od leta 1925 se je Zupanič posvečal samo znanosti. Leta 1927 je začel izdajati prvo slovensko  etnološko glasilo  Etnolog in uredil njegovih prvih 13 letnikov.  Leta 1939 je postal član  Srbske kraljevske akademije znanosti in umetnosti, leta 1940 pa je dobil redno profesuro na  ljubljanski univerzi in zasedel novo ustanovljeno etnološko-etnografsko stolico. 
Pred nemško  zasedbo  Ljubljane se je leta 1943 umaknil v rodno  Belo krajino.  Po drugi svetovni vojni je  nadaljeval s predavanji do leta 1957, ko se je upokojil.  V svoji dolgi znanstveni karieri je objavil preko 200 razprav, knjig in člankov. 
Zupanič je sicer slovenski javnosti kot zgodovinar, prazgodovinski arheolog in paleoetnolog/antropolog? malo poznan. Kot rečeno, je bil minister v Pašićevi Narodni radikalni stranki (1922-23). Po drugi svetovni vojni zato pri takratni oblasti kot bivši meščanski politik ni bil najbolj priljubljen, čeprav je bil zagovornik ideje integralnega jugoslovanstva in državnega unitarizma.
Kot prvi direktor etnografskega muzeja v Ljubljani (takratni Etnografski inštitut) do leta 1940 in prvi redni profesor za etnologijo na Univerzi v Ljubljani, od leta 1940 do upokojitve leta 1957, je Zupanič izredno pomemben za razvoj etnologije na Slovenskem. Kot etnologa, antropologa in zgodovinarja se ga še vedno veliko citira, predvsem v tuji znanstveni literaturi . 